# 圖瓦人民共和國
圖瓦人民共和國，旧名唐努-图瓦，又譯作土文共和國，是存在于1921年至1944年的位于亚洲中部、东西伯利亚南部、叶尼塞河上游的社会主义共和国。

## 历史

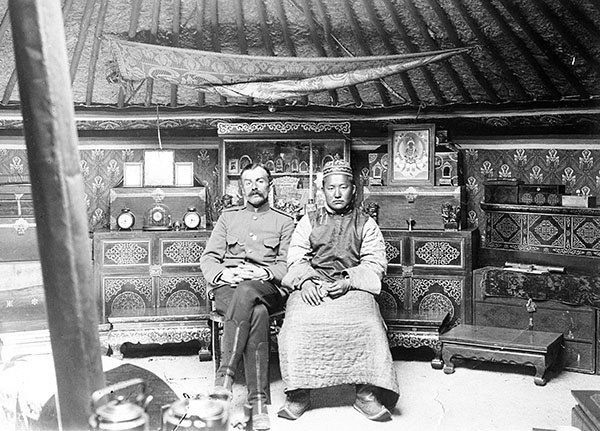
1914年克穆齐克旗总管蒙古什·巴彦-巴达尔呼（唐努圖瓦創始人之一）与一名俄罗斯军官，可能是別洛查爾斯克的开创者弗拉基米爾·加巴耶夫

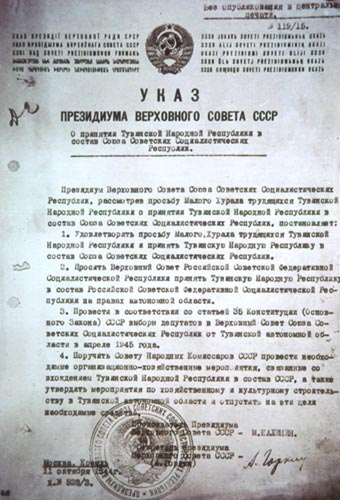
1944年10月，苏联最高蘇維埃将图瓦并入俄罗斯联邦的法令

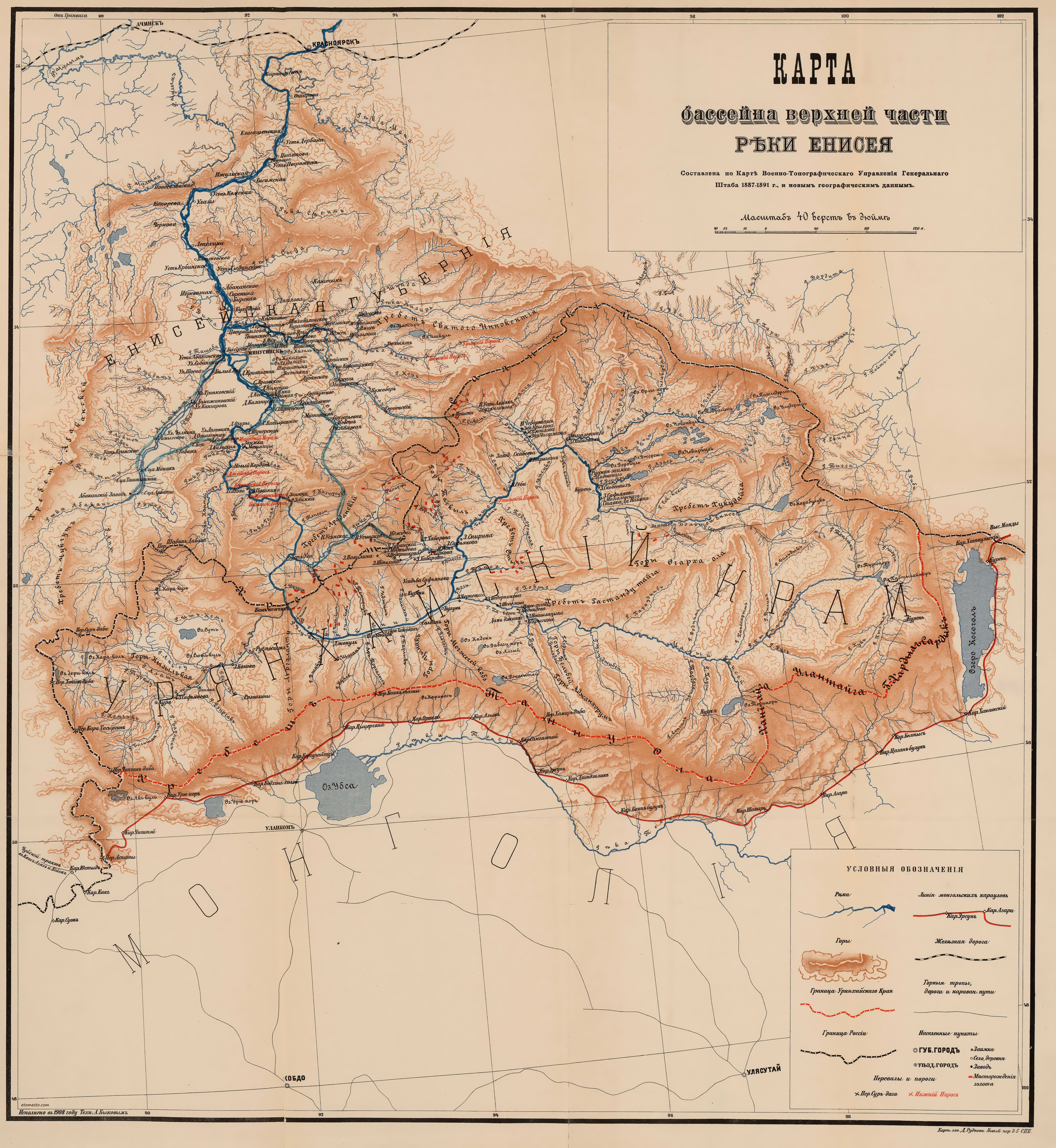
1908年俄罗斯水文学家弗·米·罗德维奇绘制的乌梁海边疆区地图

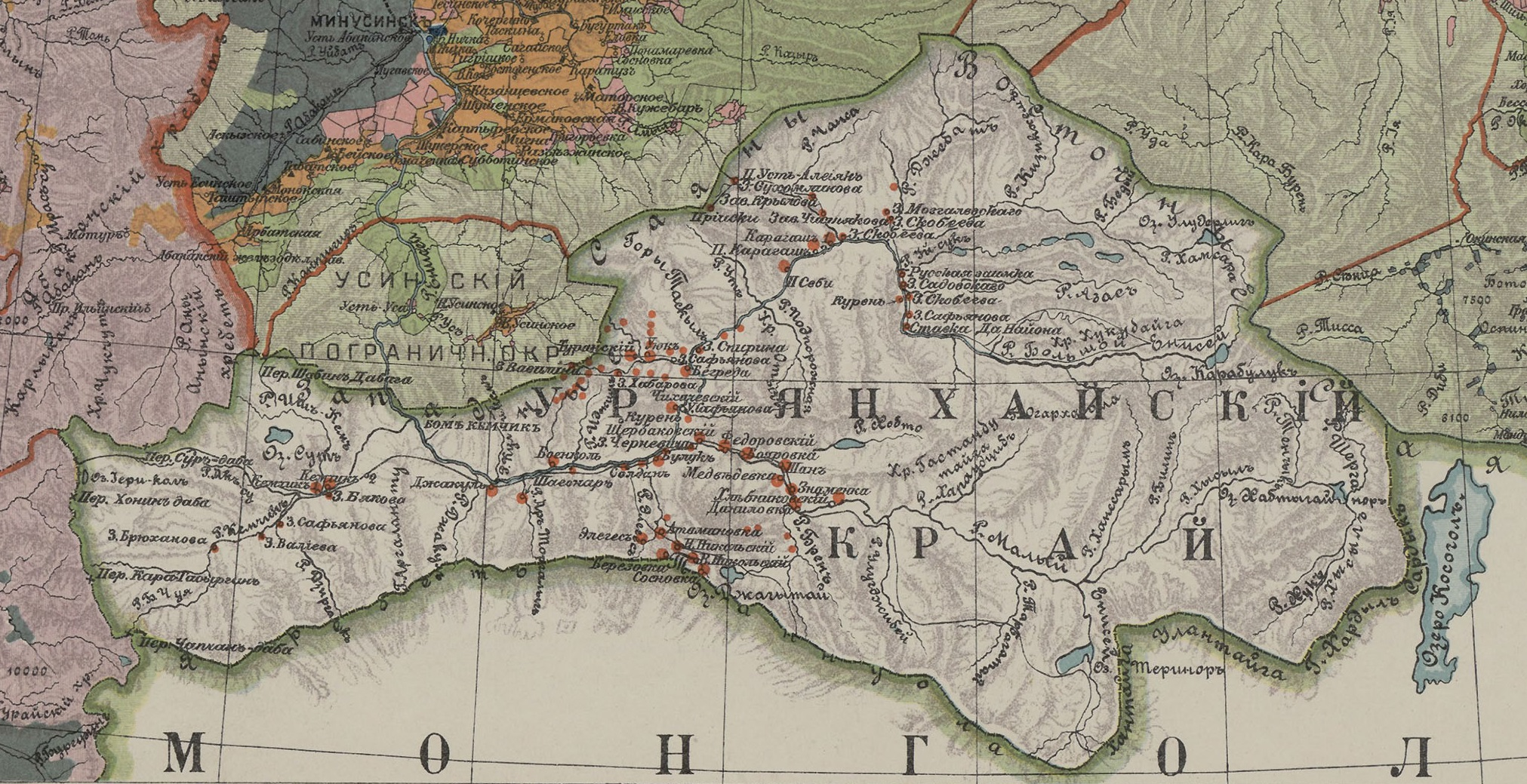
1914年的乌梁海边疆区版图

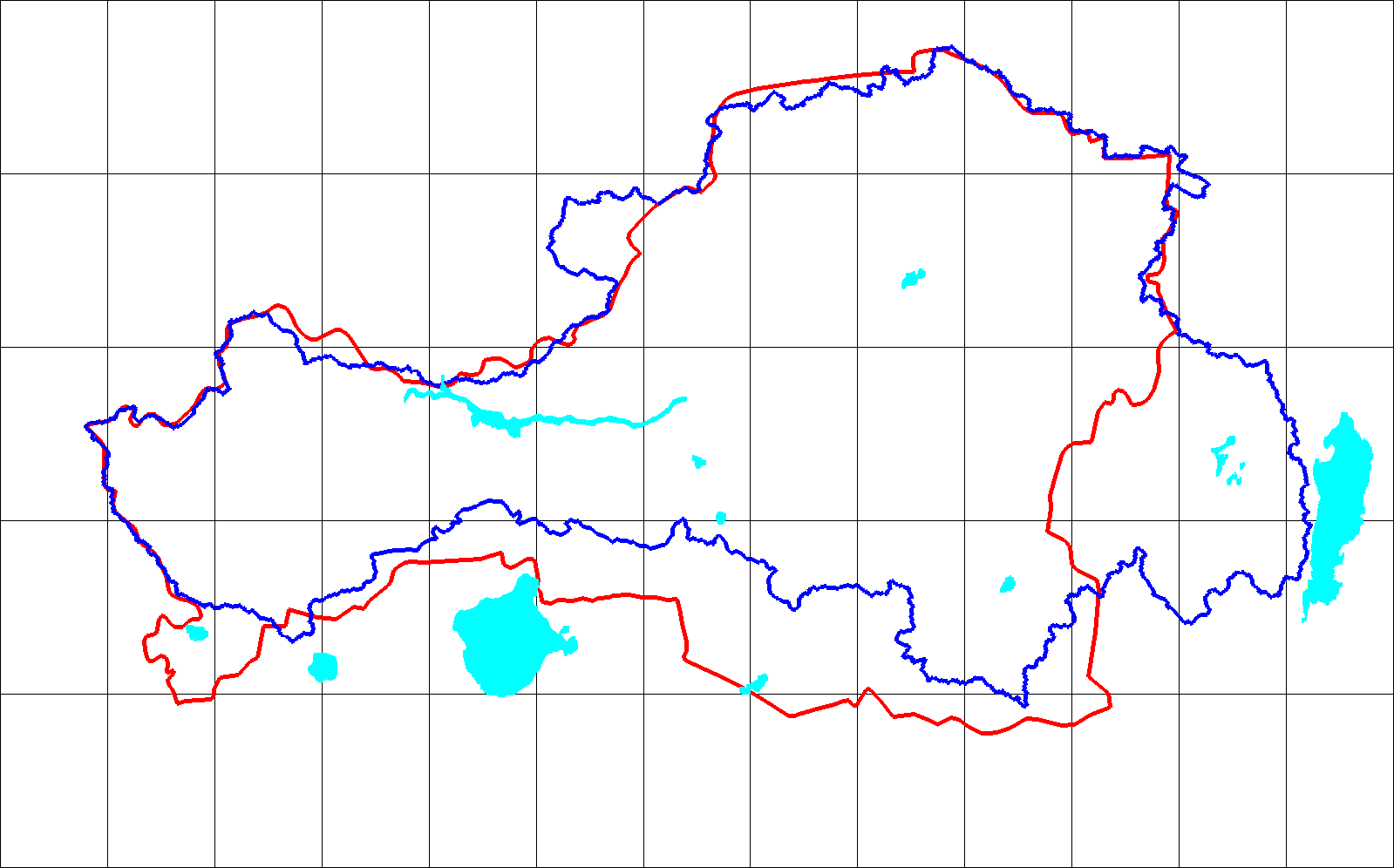
图瓦在1914年的领土边界（蓝色），图瓦在1954年的领土边界（红色）

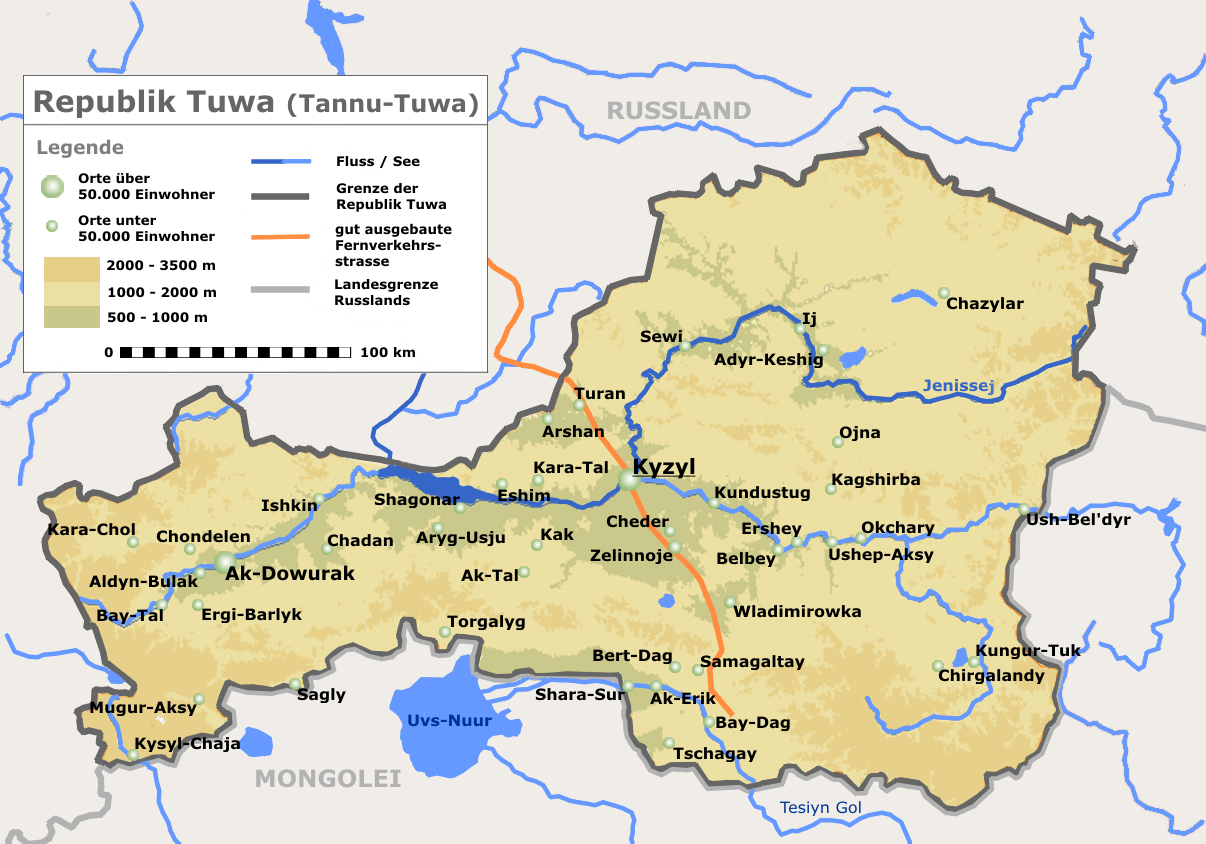
图瓦作为苏联自治州、自治共和国和俄罗斯联邦主体在1954年之后的版图

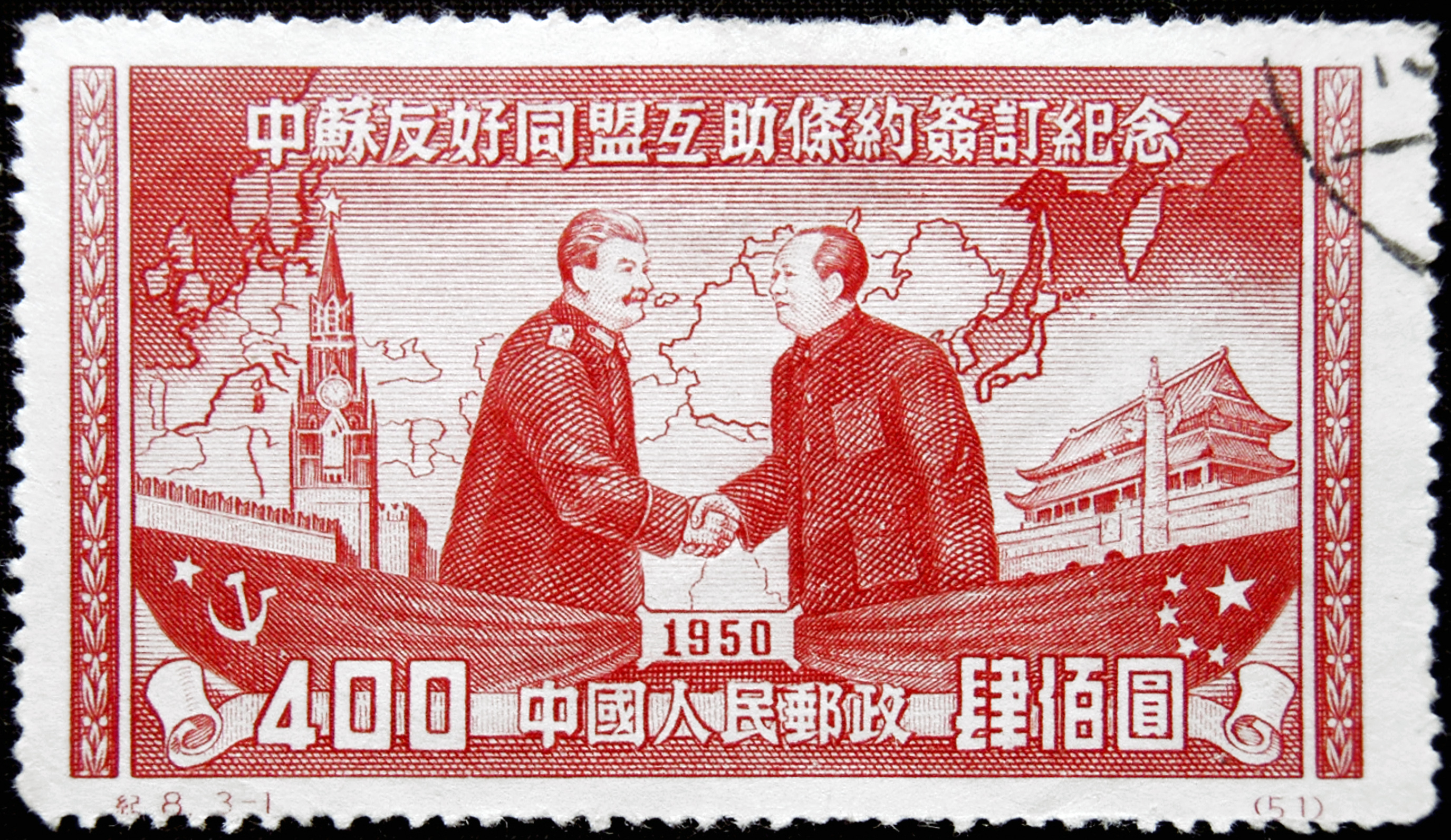
1950年中华人民共和国发行的邮票，背景的地图上将图瓦单独列出

圖瓦在1911年以前是大清帝國領土，稱唐努烏梁海。南部和东南部與外蒙古接壤，东北部鄰伊尔库茨克州，西北接哈卡斯共和国，北部为布里亚特共和国，西部为阿尔泰边疆区，北部为克拉斯诺亚尔斯克边疆区。南北距長420公里，东西寬約630公里。主要河流有大叶尼塞河。

### 乌梁海共和国 (1911年—1914年)
1911年辛亥革命後，外蒙古率先宣佈脫離清帝國獨立，唐努烏梁海仍舊為外蒙古統治。而後俄羅斯帝國以保護僑民為由，趁機佔領唐努烏梁海，並慫恿其獨立，成立乌梁海共和国。

### 乌梁海边疆区 (1914年—1921年)
帝俄在該地區脫離外蒙古獨立後于1914年将其事实上吞併，並成立保护国乌梁海边疆区。
1917年俄國革命後，苏俄于1918年将首府別洛查爾斯克（Белоцарск）更名为克木毕齐尔（Хем-Белды́р）。1920年2月19日，北洋軍隊佔領圖瓦。

### 唐努图瓦人民共和国（1921年－1926年)
1921年8月13日至16日，圖瓦的布尔什维克获得俄國支持，在克木必齐尔（今克孜勒）举行唐努乌梁海各旗代表会议，克穆齐克旗总管巴彦巴达尔呼担任这次会议的主席。8月14日，宣布建立独立的唐努图瓦人民共和国，“唐努”指唐努乌拉山；“图瓦”则指图瓦民族。1924年，當地喇嘛和一些貴族發動反俄起義，要求將圖瓦併入蒙古人民共和國，但被鎮壓。蒙古方面也提出相似的要求，也被蘇聯拒絕。

### 图瓦人民共和国（1926年－1944年)
经过蘇聯和蒙古人民共和國之間的会议，蒙古方面被迫同意承认图瓦独立，在1926年8月圖瓦和蒙古两國簽訂「友好條約」後，图瓦改名为圖瓦人民共和國，首府克木必齐尔再次被更名为克孜勒（Кызыл，图瓦语中意为「紅色」）。图瓦人民共和国的执政党是图瓦人民革命党。圖瓦人民共和國總理栋杜·库乌拉上任后，定佛教為國教、設法限制來自蘇聯的移居者，並且與蒙古人民共和國建立聯絡。库乌拉這些行動越來越驚動蘇聯，蘇聯最終於1929年拘捕和處死他。新的图瓦政府在党内进行了多次清洗，并在图瓦这个传统的牧牛地区推行農業集体化政策。在斯大林的鼓动下，新政府还试图摧毁国内的佛教和萨满教：1929年，图瓦境内有25座寺庙、约4000名宗教人士，而到了1931年，图瓦仅存1座寺庙、约750名宗教人士。然而在图瓦消灭畜牧业则显得困难：1931年的人口普查显示，82%的图瓦人仍从事畜牧业。1932年，萨尔查克·托卡成为图瓦人民共和国最高领导人。1941年6月25日，图瓦人民共和国加入第二次世界大战。
1944年10月11日，在图瓦人民共和国小呼拉尔的请求下，苏联最高苏维埃主席团批准图瓦成为蘇聯的一部分，設立图瓦自治州，隸屬于俄羅斯苏维埃联邦社会主义共和国。

## 人口
|                | 1918   | 1931   | 1944     | 1958    |
| -------------- | ------ | ------ | -------- | ------- |
| 圖瓦人         | 48,000 | 64,900 | 81,100   | 98,000  |
| 俄羅斯人及其他 | 12,000 | 17,300 | 14,300注 | 73,900  |
| 總計           | 60,000 | 82,200 | 95,400   | 171,900 |

注 俄羅斯人由於第二次世界大戰時期因苏联紅軍徵兵而減少。

## 經濟

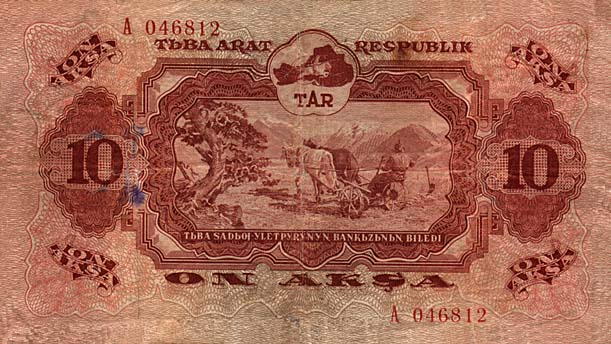
1940年版图瓦货币“阿克沙”鈔票樣式，實際使用盧布

圖瓦建國後主要產業仍是畜牧業，1940年代初的統計結果顯示圖瓦人75%以上仍為牧民，雖然曾經仿效蘇聯推行集體化政策，但並不成功。其經濟極度依賴蘇聯援助。獨立後曾在俄羅斯帝國时期发行的卢布纸币上加盖印章和签名，作為貨幣流通使用。後委託蘇聯印製了一批紙幣和郵票（斯大林曾印製大量圖瓦郵票出售以賺取外匯）。1934年，图瓦人民共和国曾发行全套7枚的流通硬币。1933年还曾试铸1、3、5、10戈比这4种面值的样币。这些硬币现均已稀缺。币上文字是圖瓦語初代拉丁化文字（Тьва Arat Respuʙlik，1930年代曾使用羅馬字並混雜俄文字母ь、в拼寫圖瓦語）。圖瓦發行的紙幣和硬幣只作為形式，日常流通仍使用蘇聯盧布。

## 国家领导人

### 国家元首

#### 呼拉尔团主席
- 蒙古什·巴彦-巴达尔呼（俄语：Буян-Бадыргы, Монгуш）（1921年8月14日－1921年8月15日）

#### 中央总委员会主席
- 蒙古什·巴彦-巴达尔呼（1921年8月15日－1922年2月28日）
- 玛达·鲁布桑-敖斯尔（达赖耶维奇）（1922年3月1日－1922年8月15日）
- 萨尔察克·伊德木-苏荣（1922年8月15日－1923年10月1日）

#### 小呼拉尔主席团主席
- 蒙古什·尼玛楚颜（尼玛扎布）（1923年10月1日－1929年）
- 楚栋·鲁布桑科维（1929年－1936年）
- 阿迪哥-图鲁什·赫姆奇克-奥勒（1936年－1938年）
- 奥云·波拉特（1938年－1940年）
- 柯特克·安吉玛-托卡（1940年－1944年10月10日）

### 政府首脑

#### 中央人民委员会主席
- 苏达那木伯勒珠尔-诺颜（1921年－1922年）

#### 部长会议主席
- 玛达·鲁布桑-敖斯尔（达赖耶维奇）（1922年3月－1922年8月）
- 萨尔察克·伊德木-苏荣（1922年－1923年）
- 蒙古什·巴彦-巴达尔呼（1923年－1924年）
- 索颜·奥鲁伊古（1924年－1925年）
- 栋杜·库乌拉（1925年－1929年）
- 阿迪哥-图鲁什·赫姆奇克-奥勒（1929年－1936年）
- 萨特·楚密特-达吉（俄语：Чурмит-Дажы, Сат）（1936年－1938年）
- 昂达·巴伊尔（阿列克谢·什林米叶维奇·巴伊尔）（1938年－1940年）
- 萨耶格-栋加克·奇姆巴（亚历山大·曼戈叶维奇·奇姆巴）（1940年－1944年）

### 图瓦人民革命党领导人

#### 总书记（第一次）
- 蒙古什·尼玛楚颜（尼玛扎布）（1921年－1923年）
- 玛达·鲁布桑-敖斯尔（达赖耶维奇）（1923年）

#### 主席
- 奥云·库尔瑟迪（1923年－1924年）

#### 总书记（第二次）
- 沙克都尔（1924年－1926年）

#### 第一书记
- 蒙古什·巴彦-巴达尔呼（1926年－1927年)
- 苏达那木伯勒珠尔-诺颜（1927年－1929年)
- 伊尔吉特·沙克都尔扎布（俄语：Шагдыржап, Иргит）（1929年－1932年）

#### 总书记（第三次）
- 萨尔察克·卡尔巴克霍雷科维奇·托卡（1932年－1944年）（图瓦人民共和国中后期主要领导者）

## 旗帜与纹章
图瓦人民共和国仅持续20多年，却拥有为数不少的旗帜与纹章，并带有典型的共产主义标志，如锤子与镰刀、红色五角星、麦穗和太阳等。

### 国旗
- 1921年–1926年
带有佛教图案法轮的实际国旗
- 1926年–1930年
两侧为用蒙古字母书写的“图瓦人民共和国”国名
- 1930年
- 1930年–1935年
- 1935年–1939年
在苏联的倡议下，蒙古人民共和国吞并了部分图瓦领土，因此图瓦修改了国旗
- 1939年–1941年
- 1941年–1943年
采用类似苏联加盟共和国国国旗的设计，用以在德国开始进攻苏联时声援苏联
- 1943年–1944年
国名缩写由拉丁字母变为西里尔字母

### 国徽
- 1926年–1930年
- 1930年
- 1930年–1935年
上书图瓦语铭文“东方各国无产阶级和被压迫人民，联合起来！”
- 1935年–1939年
在苏联的倡议下，蒙古人民共和国吞并了部分图瓦领土，因此图瓦修改了国徽
- 1939年–1941年
铭文内容变为“东方各国无产阶级，联合起来！”
- 1941年–1943年
采用类似苏联加盟共和国国徽的设计，用以在德国开始进攻苏联时声援苏联
铭文内容变回“东方各国无产阶级和被压迫人民，联合起来！”
- 1943年–1944年
国名缩写和铭文由拉丁字母变为西里尔字母

### 其他

#### 旗帜
- 图瓦人民革命党党旗
- 1924年到1944年在图瓦使用的苏联国旗